# Vojnatina
Vojnatina (Hongaars: Vajna) is een Slowaakse gemeente in de regio Košice, en maakt deel uit van het district Sobrance.
Vojnatina telt 239 inwoners.